# Barbatteius vremiri
Barbatteius es un género extinto de lagarto teído del cual solo se ha descrito a la especie tipo, Barbatteius vremiri el cual vivió durante el Cretácico Superior de Rumania. B. vremiri fue nombrado en 2015 basándose en un cráneo bien preservado encontrado en la cuenca de Haţeg y difiere de otros teídos por tener osteodermos más prominentes que cubrían la bóveda craneana. También era grande para ser un teído, con una longitud corporal estimada en 80 centímetros. Barbatteius vivió en la antigua isla de Hațeg durante el inicio de la época del Maastrichtiense y fue parte de una fauna isleña aislada. Sin embargo, sus cercanas afinidades con los teídos de Gondwana y su coexistencia con lagartos paramacelódidos y borioteiodeos de Euramérica sugieren que la isla de Haţeg fue colonizada por lagartos en múltiples ocasiones y desde diversas áreas del mundo.